# Барвайлер
Барвайлер (нем. Barweiler) — община в Германии, в земле Рейнланд-Пфальц. Входит в состав района Арвайлер. Подчиняется управлению Аденау.
Население составляет 418 человек (на 31 декабря 2010 года). Занимает площадь 8,52 км².